# Strophanthus amboensis
Strophanthus amboensis är en oleanderväxtart som först beskrevs av Schinz, och fick sitt nu gällande namn av Adolf Engler och Pax. Strophanthus amboensis ingår i släktet Strophanthus och familjen oleanderväxter. Inga underarter finns listade i Catalogue of Life.